# Zdobycie Londinium
Zdobycie Londinium – zajęcie Londinium przez Brytów w roku 60 n.e.
Krótko po zwycięstwie w bitwie na wyspie Anglesey rzymski wódz Swetoniusz Paulinus na czele 10 000 ludzi (7000 Rzymian, 3000 Batawów) skierował się w kierunku Londinium. Po drodze otrzymywał od zbiegłych rzymskich mieszkańców informacje o szalejących oddziałach powstańczych, których liczbę szacowano na ponad 200 000 ludzi. Po wejściu do miasta Rzymianie napotkali nielicznych obywateli, którzy prosili Paulinusa o ochronę. Paulinus widząc beznadziejność obrony (Londinium nie posiadało murów obronnych), zdecydował się opuścić miasto. Wraz z nim Londyn opuścił tłum cywilów, wielu jednak bojąc się o swój dobytek pozostało na miejscu. W większości byli to miejscowi Celtowie oraz osadnicy z Galii.
Gdy tylko wojska rzymskie opuściły Londinium, na miasto spadł atak dziesiątek tysięcy wojowników Budyki. W mieście doszło do masakry, zginęli wszyscy pozostali na miejscu mieszkańcy. Cywilów przed śmiercią torturowano, a zabudowania po splądrowaniu doszczętnie spalono. Na koniec Brytowie skierowali się na północ, gdzie napadli na kolejne miasto Verulamium (obecnie St. Albans), które także spalono, zabijając jego mieszkańców. Łącznie ofiarami wojowników Budyki od początku powstania padło ok. 80 000 obywateli oraz sprzymierzeńców Rzymu. Upojeni tymi sukcesami Brytowie postanowili pokonać ostatniego przeciwnika – zmierzającą ku Watling Street armię rzymską Paulinusa.

## Literatura
- Stephen Dando Collins: Machina do zabijania. XIV legion Nerona, wyd. Bellona, Warszawa 2008, ISBN 978-83-11-11255-1